# Chowk Azam
Chowk Azam (en ourdou : چوک اعظم) est une ville pakistanaise située dans le district de Layyah, dans la province du Pendjab. Elle est située à environ 25 kilomètres de la ville de Layyah et est située sur la route Muzaffargarh-Mianwali.
La population de la ville a été multipliée par plus de deux entre 1998 et 2017 selon les recensements officiels, passant de 33 541 habitants à 67 499, soit une croissance annuelle moyenne de 3,8 %, bien supérieure à la moyenne nationale de 2,4 %. Selon le recensement de 2023, la population de la ville monte à 87 376 habitants.